# Stéphanie Kochert
Stéphanie Kochert [kɔʃɛʁ], est une femme politique française, née le 12 août 1975 à Wissembourg (Bas-Rhin). 
Elle est élue députée de la huitième circonscription du Bas-Rhin pour Horizons en 2022 mais ne sera pas réélue à l'issue des élections provoquées par la dissolution de l'Assemblée nationale.

## Biographie
Issue d'une famille du monde ouvrier, Stéphanie Kochert poursuit des études universitaires en sciences de l'éducation. Après l'obtention d'une maîtrise, elle devient éducatrice spécialisée. 
Son parcours politique commence en 2008 lorsqu'elle est élue conseillère municipale de Climbach pour en devenir maire un an plus tard. En 2014, elle devient vice-présidente chargée du tourisme de la Communauté de communes du Pays de Wissembourg. 
Ancienne membre du parti Les Républicains (LR), elle quitte ce parti pour rejoindre Horizons.
Elle est élue députée le 19 juin 2022 dans la huitième circonscription du Bas-Rhin, mais ne sera pas réélue le 7 juillet 2024 face à Théo Bernhardt qui obtient 51,44 % des suffrages.
Elle siège au sein du groupe Horizons et est membre de la commission des Affaires étrangères.